# Enklava
Enklava é um filme de drama sérvio de 2015 dirigido e escrito por Goran Radovanović. Foi selecionado como representante da Sérvia à edição do Oscar 2016, organizada pela Academia de Artes e Ciências Cinematográficas.

## Elenco
- Filip Subarić - Nenad
- Denis Murić - Baskim
- Nebojša Glogovac - Vojislav Arsic
- Anica Dobra - Milica Arsic
- Miodrag Krivokapić - Otac Draža
- Goran Radaković - Cekic